# Mysterium Cosmographicum
Mysterium Cosmographicum (do češtiny volně přeloženo Posvátné tajemství kosmu nebo Tajemství vesmíru, doslovněji jako Kosmografické mystérium či jenom Mystérium) je první teologicko-astronomický spis německého astronoma a teologa Johanna Keplera. Poprvé byl vydaný roku 1596 v latinském jazyce v Tübingenu.
Kepler chtěl ve spise odkrýt boží principy vesmíru. Domníval se, že je odhalil, protože se mu podařilo sestavit takzvaný mnohostěnný archetypus model sluneční soustavy, jakkoli se později ukázalo, že je chybný. Tato hypotéza byla založena na umístění pěti platónských těles mezi sféry šesti tehdy známých planet a zároveň heliocentrické nauce Mikuláše Koperníka. Dílo se podrobně zabývá rovněž pohyby planet a jejich vzdáleností od Slunce. Ve vydání Mysteria pomáhal Keplerovi zejména jeho učitel a přítel Michael Mästlin.
De facto se jedná o teologické dílo. Kepler považoval vesmír složený z archetypů za jednotný a geometricky dokonalý obraz Boha. Zatímco Bůh Otec podle něj alegoricky představoval Slunce, duchovní i fyzikální centrum vesmíru, Bůh Syn představoval sféru stálic (nebeská klenba s hvězdami) a Duch svatý byl výrazem meziplanetárního prostoru přenášející sílu Slunce na planety, které se díky tomu pohybují. V Keplerově myšlení je patrný vliv Platóna i Mikuláše Kusánského.
Mysterium Cosmographicum je významná kniha pro astronomii. Stala se základem celého Keplerova díla a prvním významným krokem k modernizaci koperníkovské teorie. Johannes Kepler se jejím zveřejněním proslavil ve vzdělaneckých kruzích.

## Vznik a obsah

### Mnohostěnný archetypus

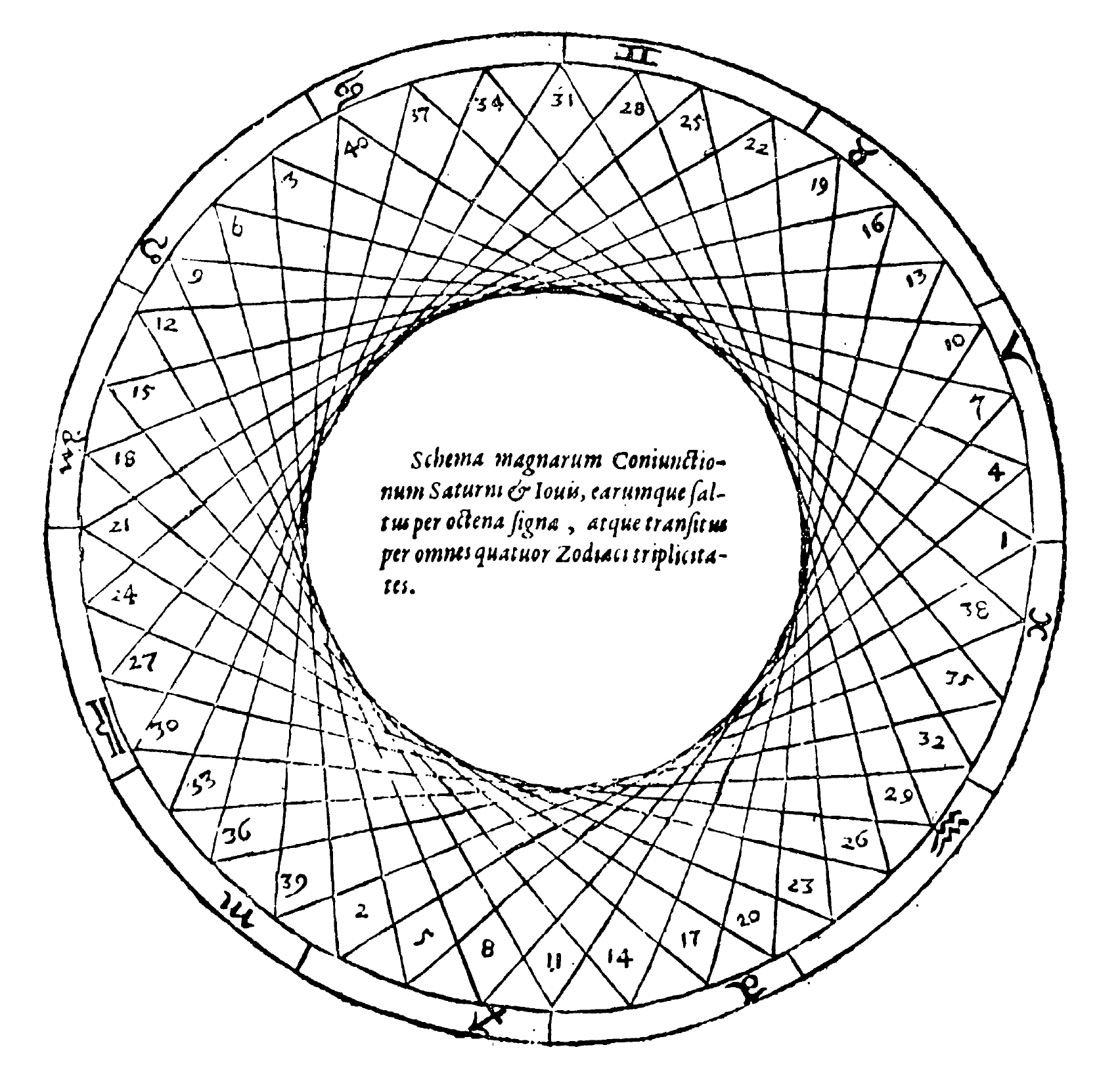
Konjunkce Saturnu a Jupitera pospojované úsečkami (Mysterium Cosmographicum)

V roce 1593 Johannes Kepler dokončil svá studia. Následující rok se přestěhoval z rodného Württemberska do Štýrského Hradce, aby tam pracoval jako učitel matematiky a astronomie. Ve volném čase se zabýval hledáním božské harmonie. Když ji nenacházel na zemi, pátral po ní na noční obloze. Pro své astronomické bádání si vytyčil tři základní otázky:
- Proč je počet planetárních sfér takový, jaký je? (planetární sféry jsou Řeky smyšlené vesmírné koule, do nichž jsou zabudované jednotlivé planety)
- Proč je velikost sfér taková, jaká je?
- Jaký je vztah mezi velikostí sfér a oběžnou dobou planet?

Když roku 1594 přednášel o konjunkcích Saturnu a Jupitera, nakreslil na tabuli kruh rozdělený dvanácti znameními zvěrokruhu, a vyznačil v něm místa konjunkcí, jež pospojoval úsečkami. Zjistil, že pospojované konjunkce dohromady tvoří prázdný kruh. Ze svého objevu vyvodil, že do kruhu a tím pádem i mezi planetární sféry Jupitera a Saturnu lze vložit rovnostranný trojúhelník, stejně jako jde mezi ostatní planetární sféry vložit jiné pravidelné mnohoúhelníky nacházející se v opsané kružnici. Mezi sféry Jupitera a Marsu se snažil umístit čtverec, mezi Mars a Zemi zase pravidelný pětiúhelník a tak postupně dál. Prostřednictvím této teorie chtěl objasnit systém celé sluneční soustavy, a obhájit tak heliocentrické teze Mikuláše Koperníka. Domníval se, že Bůh stvořil vesmír podle dokonalých geometrických zákonů, které toužil odhalit.

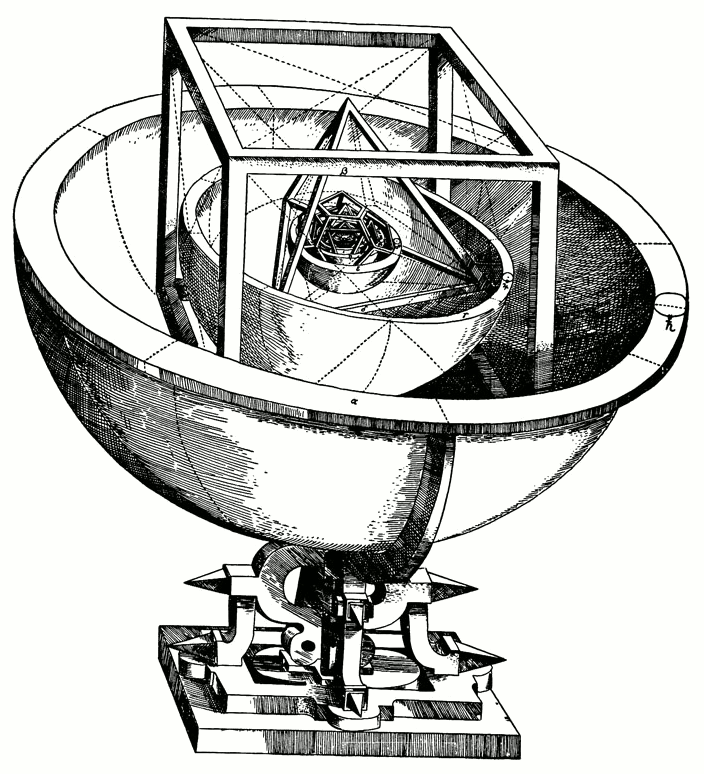
Keplerův model sluneční soustavy (Mysterium Cosmographicum)

Pokus vložit mezi planetární sféry pravidelné mnohoúhelníky však ztroskotal, pročež se Kepler rozhodl nahradit je pěti trojrozměrnými platónskými tělesy. Uvědomil si, že pokud je vesmír trojrozměrný, nemůže do něj vkládat dvojrozměrné geometrické útvary, nýbrž jen trojrozměrné. Následně se mu skutečně podařilo sestavit model sluneční soustavy, jakkoli se později ukázalo, že je chybný. Kepler měl za to, že se mu podařilo vyřešit otázku, proč ve sluneční soustavě existuje právě šest planet (ve skutečnosti jich je osm, tehdejší věda ještě neznala Uran a Neptun), a odkrýt tak boží principy vesmíru, z čehož byl velmi nadšen. Pět platónských těles umístěných mezi planetární sféry by totiž odpovídalo existenci šesti planet. Mezi sféru Saturnu a Jupitera vložil krychli, mezi sféru Jupitera a Marsu čtyřstěn, mezi sféru Marsu a Země dvanáctistěn, mezi sféru Země a Venuše dvacetistěn a mezi sféru Venuše a Merkuru osmistěn. Tento model se označuje jako mnohostěnný archetypus. I přes zdánlivý souhlas se všemi dosavadními objevy však byla zcela nahodilá a neodpovídala realitě.
| „                                                           | Chtěl jsem se stát teologem a dlouhý čas jsem byl v neklidu. Pohleďte však, jak moje snaha umožňuje, aby Bůh byl oslaven i na poli astronomie. | “ |
| — Johannes Kepler, dopis Michaelovi Mästlinovi z října 1595 | |   |

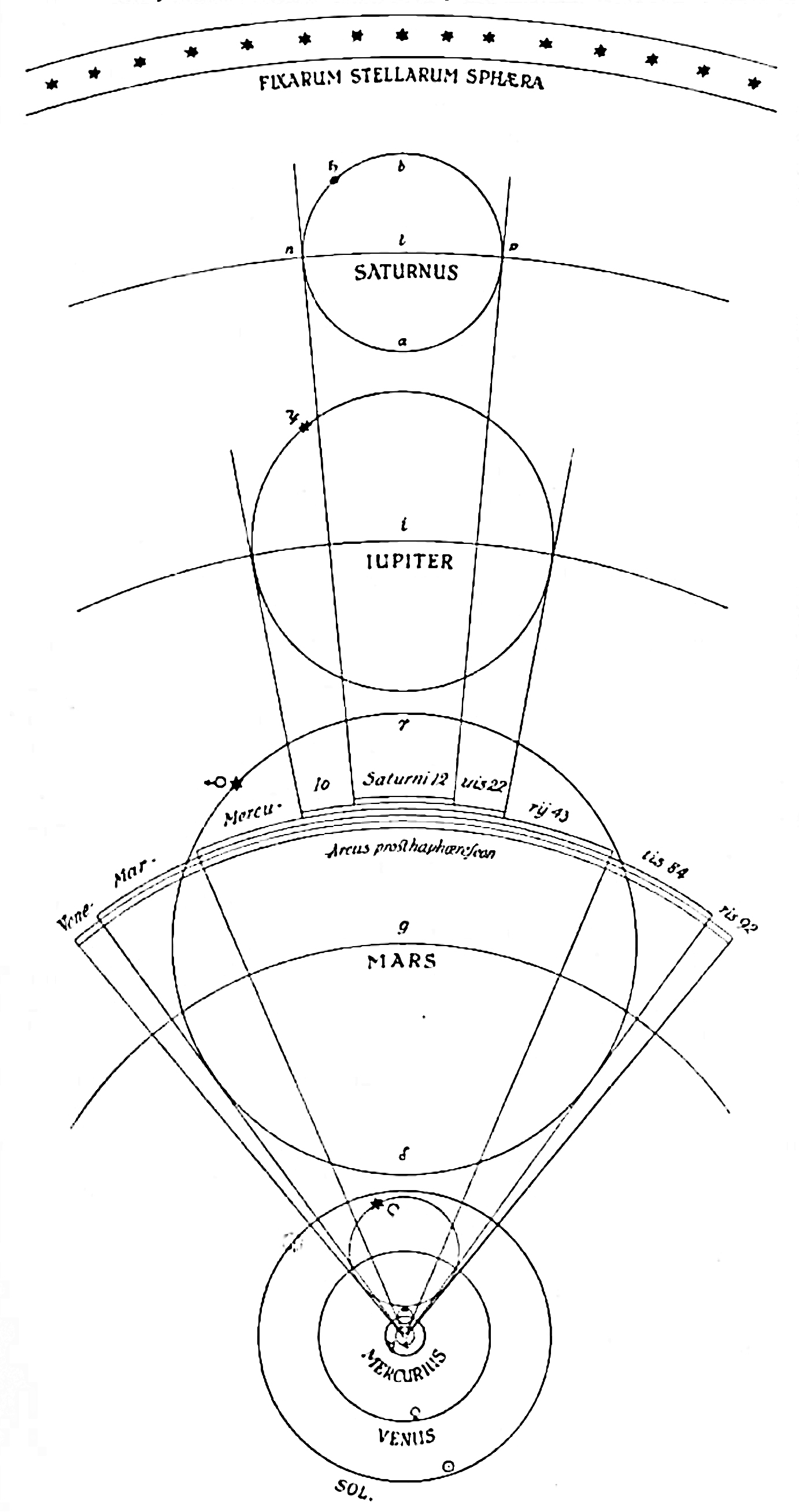
Keplerův nákres uspořádání sluneční soustavy (Mysterium Cosmographicum)
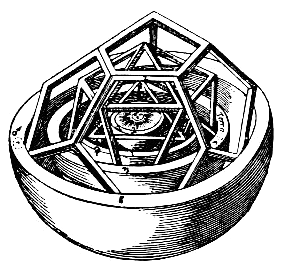
Přiblížený Keplerův model sluneční soustavy (Mysterium Cosmographicum)
Pět dokonalých platónských těles
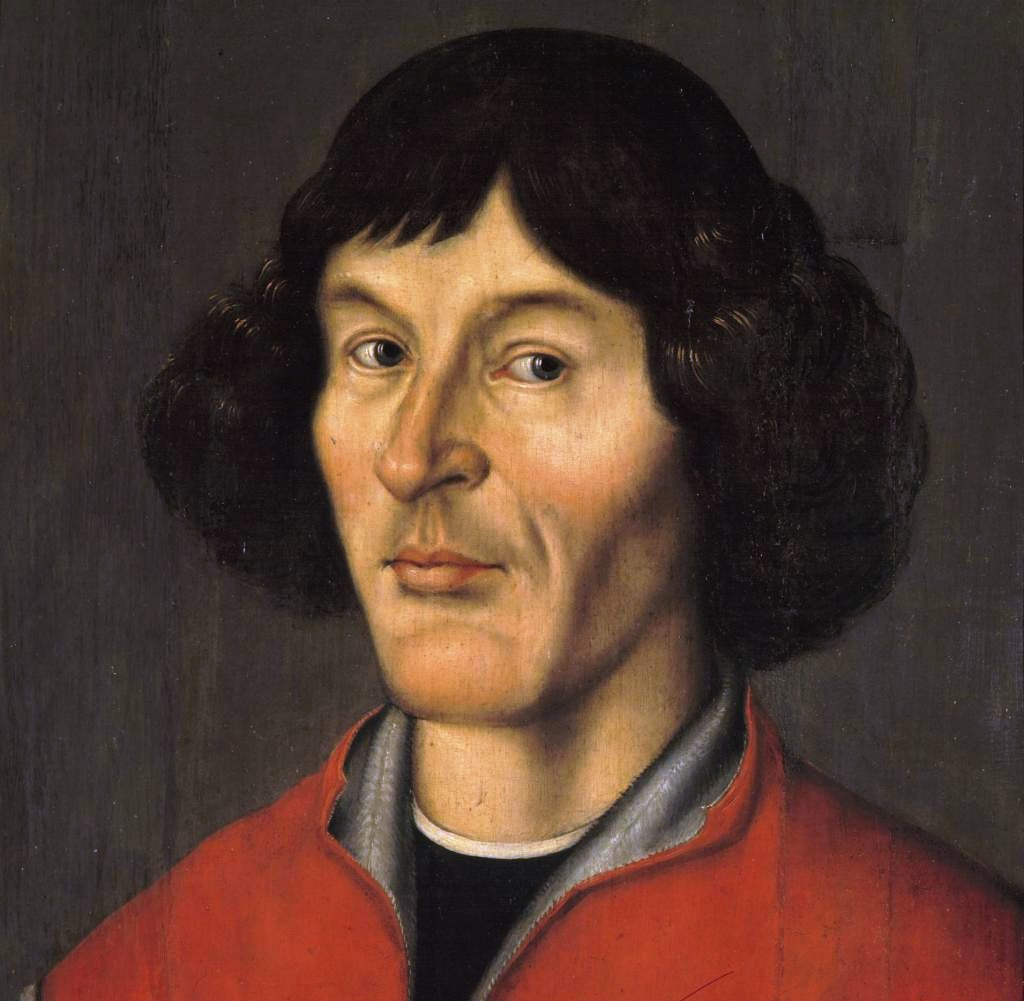
Zakladatel heliocentrické teorie Mikuláš Koperník
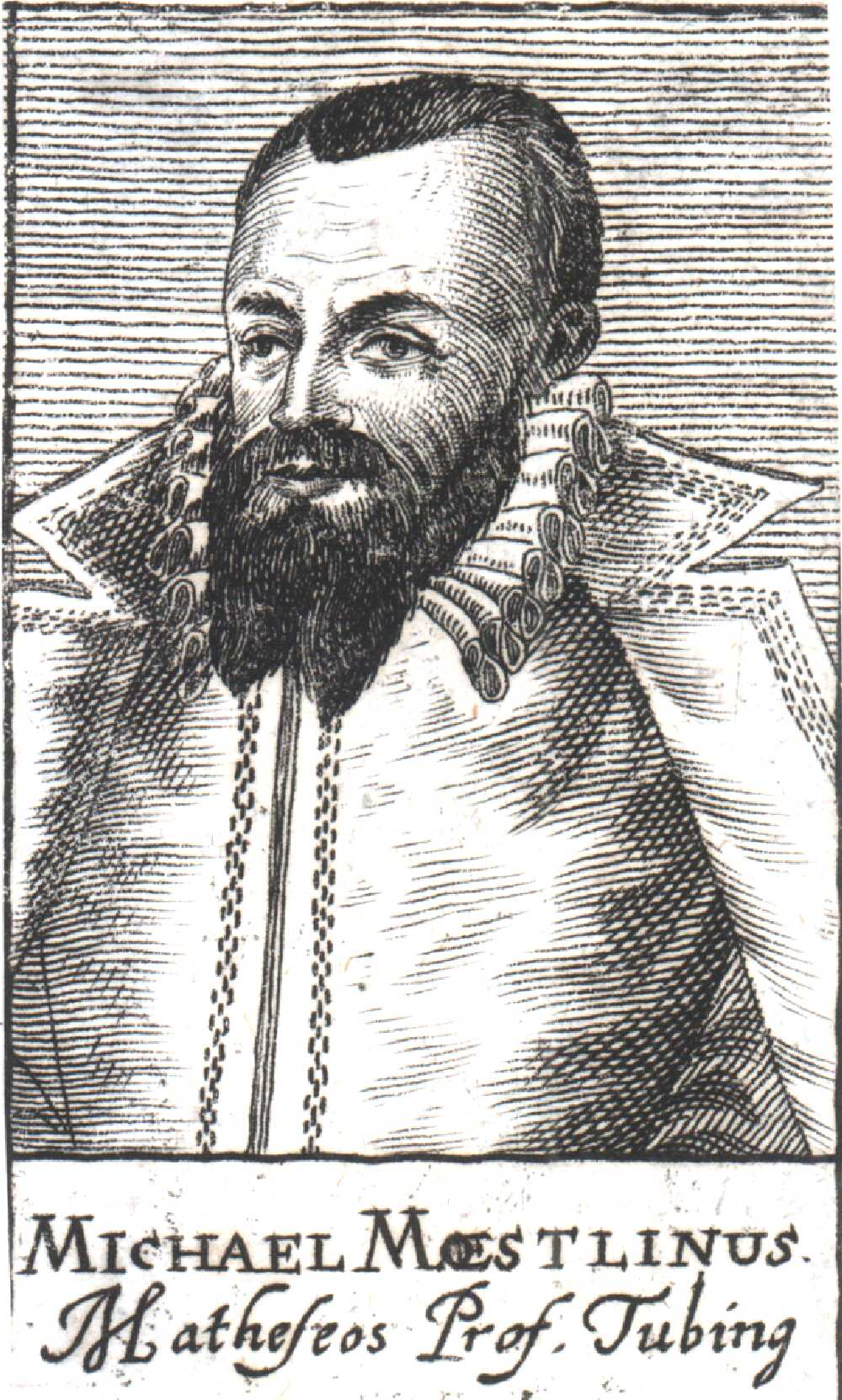
Keplerův učitel a přítel Michael Mästlin

### Pohyby planet
Kepler se dále pokusil fyzikálně vysvětlit pohyb planet. Mylně se domníval, že doba oběhu planety kolem Slunce závisí na dvou veličinách – délce její oběžné dráhy a intenzitě sluneční síly, která je vede po jejich orbitě. Dále tvrdil, že čím víc je planeta vzdálenější od Slunce, tím pomaleji se pohybuje, což si vysvětloval malou intenzitou zmíněné sluneční síly. I toto se později ukázalo jako chybné. Podařilo se mu sestavit vzorec, v němž je „r“ poloměr střední vzdálenosti (střed mezi nejvzdálenější a nejmenší vzdáleností) planety od Slunce a „T“ doba oběhu planety po své oběžné dráze. Dolní index „1“ označuje první planetu bezprostředně nadřazenou planetě druhé značené dolním indexem „2“. Později Kepler tento vzorec odmítl, protože nebyl příliš přesný. Měl následující podobu:
Sepsal též tabulku hypotetické rychlosti oběhu jednotlivých planet. Čísla ve sloupcích udávají, kolik dní by jednotlivým planetám trvalo uběhnout oběžnou dráhu ostatních planet. Čísla na vrcholu sloupců ukazují, jak dlouho trvá planetě oběhnout svou vlastní dráhu. Jelikož Kepler vycházel z nesprávných předpokladů, je celá tabulka chybná.
|         | Saturn | Jupiter | Mars | Země | Venuše | Merkur |
| ------- | ------ | ------- | ---- | ---- | ------ | ------ |
| Saturn  | 10759  |         |      |      |        |        |
| Jupiter | 6159   | 4333    |      |      |        |        |
| Mars    | 1785   | 1282    | 687  |      |        |        |
| Země    | 1174   | 843     | 452  | 365  |        |        |
| Venuše  | 844    | 606     | 325  | 262  | 225    |        |
| Merkur  | 434    | 312     | 167  | 135  | 115    | 88     |

Kepler v Mysteriu uveřejnil poměrně velmi přesné výpočty středních vzdáleností planet od Slunce. Tyto propočty však nevypočítal on sám, nýbrž jeho učitel a přítel Michael Mästlin. Následující tabulka je uvádí v astronomických jednotkách ve srovnání s výpočty Koperníka a moderní astronomie.
|         | Koperník | Kepler v Mysteriu | Moderní astronomie |
| ------- | -------- | ----------------- | ------------------ |
| Merkur  | 0,395    | 0,429             | 0,387              |
| Venuše  | 0,719    | 0,762             | 0,723              |
| Země    | 1,000    | 1,000             | 1,000              |
| Mars    | 1,512    | 1,440             | 1,524              |
| Jupiter | 5,219    | 5,261             | 5,203              |
| Saturn  | 9,321    | 9,163             | 9,539              |

Kepler se v Mysteriu zabýval i mnoha dalšími problémy pohybů planet. Některé se mu zdánlivě podařilo rozluštit, na řešení jiných v knize ale neskrývavě rezignoval. Mysterium tak za sebou nechalo řadu otevřených otázek. Nedokázal například vysvětlit „výstřednost“ oběžných drah planet či vztah mezi vzdáleností planet od Slunce a periodou oběhu.

### První vydání

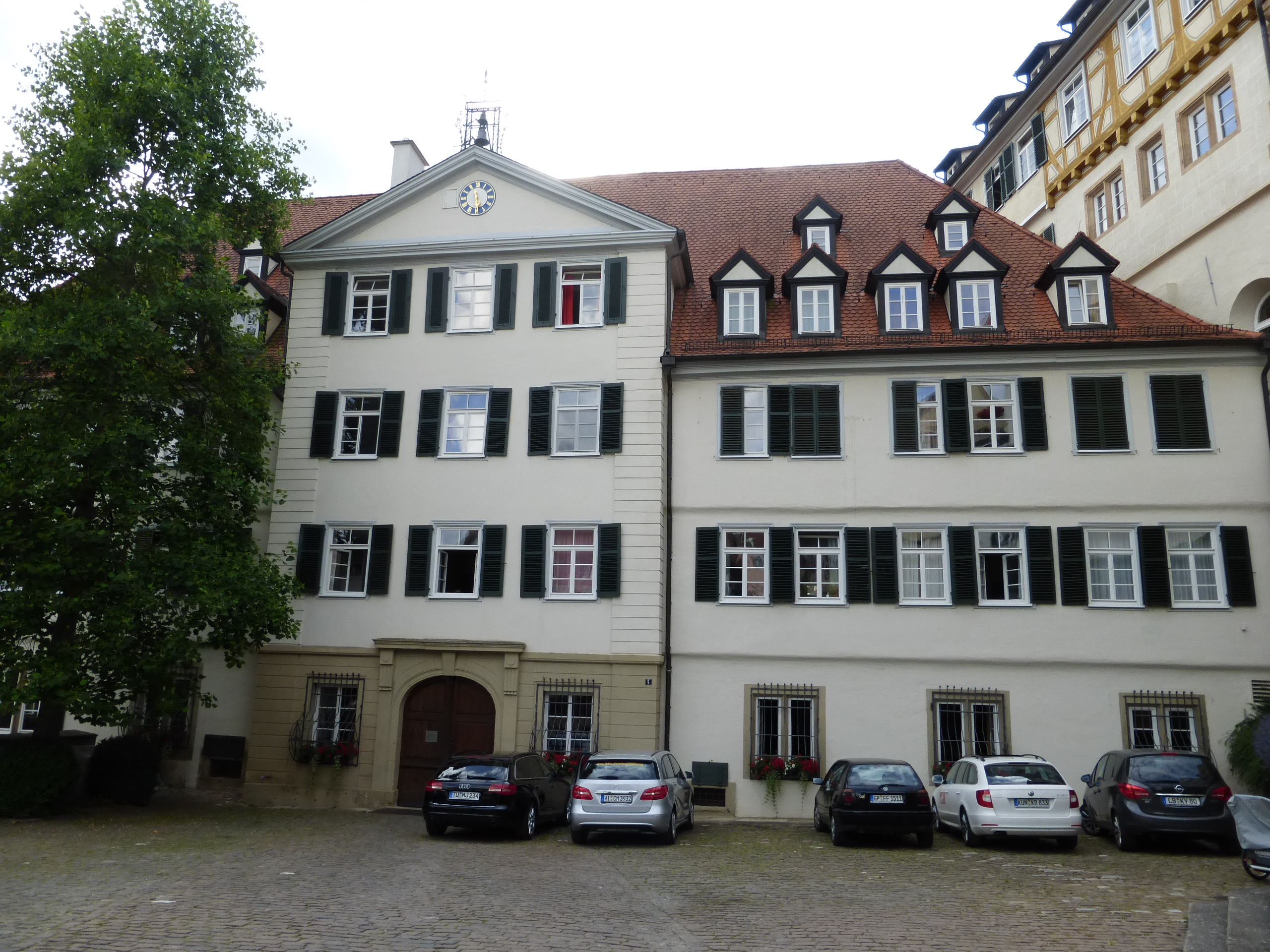
Univerzita v Tübingenu

Všechny tyto objevy Kepler sepsal do své první knihy s názvem Mysterium Cosmographicum. Průběžně se při jejím psaní radil s Michaelem Mästlinem prostřednictvím dopisů. Ze strachu, aby po vydání knihy nebyl obviněn z hereze, na začátku spisu přislíbil, že nebude psát nic, co by mohlo být v rozporu s Biblí. Dodal, že koperníkovské učení, jež vyznává, také neodporuje Písmu svatému, ale pokud by z toho bylo usvědčeno, samozřejmě ho zavrhne. V únoru 1596 ze Štýrského Hradce na čas odcestoval do Württemberska, aby se zde mohl setkat se svou rodinou. Pobyt v jihozápadním Německu, zejména ve Stuttgartu, mu umožnil, aby vydání Mysteria s Mästlinem mohl osobně prodiskutovat. Chtěl celou záležitost co nejvíce urychlit, aby vydáním knihy upevnil své postavení na škole ve Štýrském Hradci, kde se se svými kolegy předchozí rok dostal do sporů. Navštívil tehdy i univerzitu v Tübingenu, kde dříve studoval. Jeho mnohostěnný archetypus mu ve vzdělaneckých kruzích brzy přinesla slávu a úctu. Plánoval tenkrát svůj model sluneční soustavy dokonce nechat fyzicky vyrobit, z čehož však nakonec sešlo. Tübingenský tiskař Georg Gruppenbach Keplerovi přislíbil, že jeho knihu vydá, avšak jen pokud její zveřejnění schválí senát tübingenské univerzity. Ten dal Keplerovi dvě podmínky – musí celou knihu více popularizovat a vyškrtnout kapitolu, v níž se snaží vyložit, že Koperníkovo učení není v rozporu s Písmem. Kepler se sice zdráhal, nakonec se ale přání univerzity podvolil.
V srpnu se Kepler vrátil do Štýrského Hradce. Volno sice dostal na dva měsíce, ve Württembersku ale zůstal o pět měsíců déle, což mu nadřízení tiše tolerovali. Jednání o vydání knihy se totiž značně protáhly. Tübingenský senát mezitím jednomyslně odsouhlasil zveřejnění Mysteria a přenechal ho Gruppenbachově tiskárně, která za 33 guldenů (1 980 krejcarů) zhotovila 200 výtisků. Práci v tiskárně průběžně kontroloval Michael Mästlin, jenž měl poté na starosti distribuci 50 kopií díla. Jeden exemplář stál 10 krejcarů. Tisk byl ukončen na jaře 1597.

## Členění a styl
Spis se dělí na 22 kapitol. Je psán v latině, a to s velmi bohatou slovní zásobou i lehkým a obratným slohem. Kepler v něm detailně popisuje své myšlenkové pochody, poznávací procesy či postupy bádání jakoby „myslel na papír“. Naprosto otevřeně hovoří i o svých přešlapech, nedostatcích, slepých odbočkách svého výzkumu a podobně. Nezapomíná uvádět ani zdroje inspirace. Před čtenářem neskrývá nadšení a hrdost ze svých poznatků. Keplerova upřímná „chlapecká“ otevřenost na stránkách jeho děl je na tehdejší dobu a v takové míře zcela jedinečná.

## Teologické, filosofické a gnozeologické aspekty

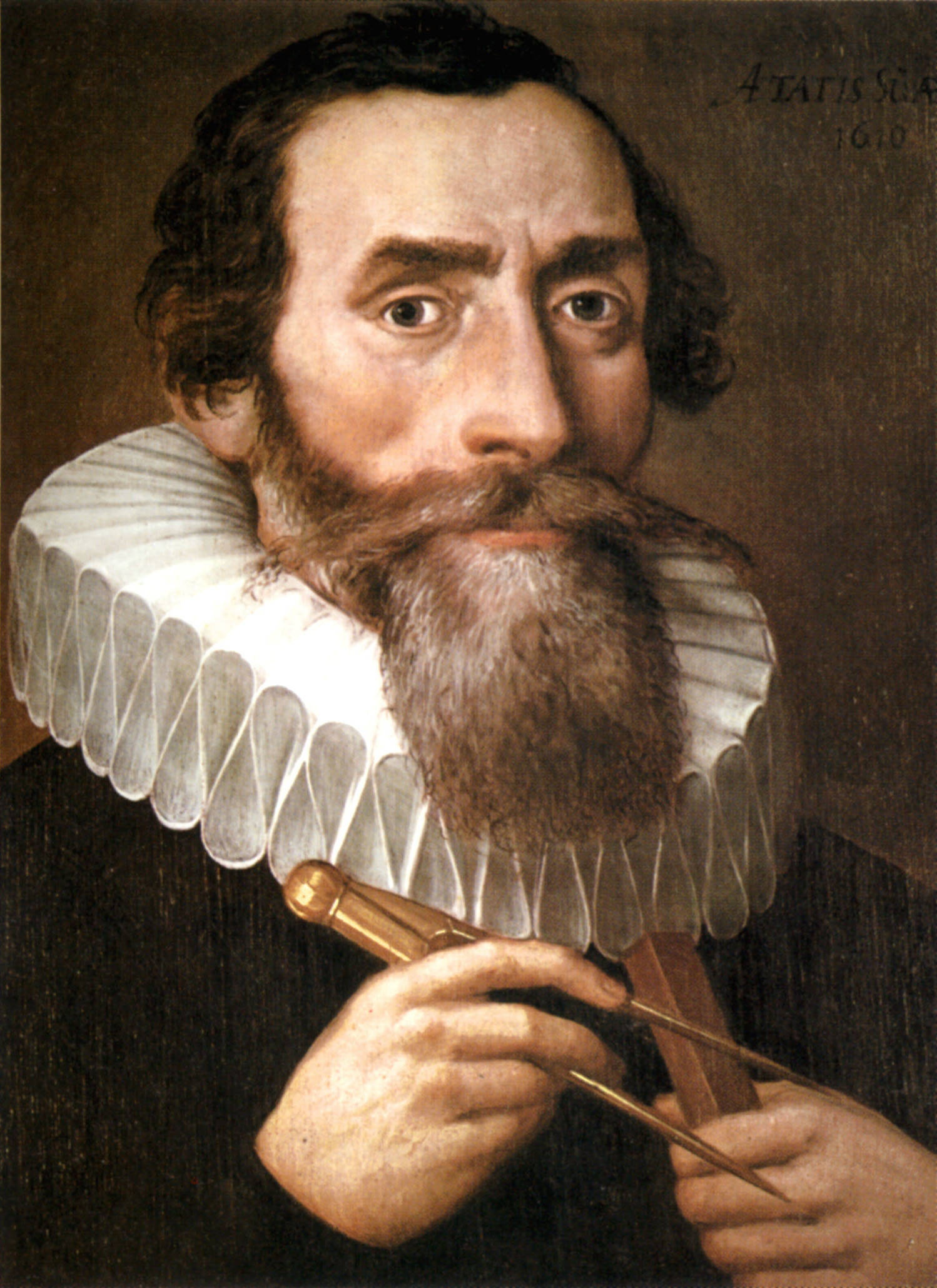
Portrét Johanna Keplera od neznámého autora z roku 1610

Mysterium Cosmographicum je de facto teologické dílo, jak napovídá už jeho název, který se dá přeložit jako Posvátné tajemství kosmu. Kepler v něm totiž chtěl, jak již bylo řečeno, objasnit jednotný a geometricky dokonalý plán uspořádání kosmu, který Bůh stvořil ke svému obrazu. Až novoplatónsky soudil, že vesmír je tvořen z božských geometrických idejí a archetypů. Zatímco Bůh Otec podle něj alegoricky představoval Slunce, duchovní i fyzikální centrum vesmíru, Bůh Syn představoval sféru stálic (nebeská klenba s hvězdami) a Duch svatý byl výrazem meziplanetárního prostoru přenášející sílu Slunce na planety, které se díky tomu pohybují. Kepler se také antropocentricky domníval, že lidské myšlení předurčil Bůh k tomu, aby prostřednictvím pozorování vesmíru mohlo poznat Boha samotného i dokonale harmonickou a racionální geometrickou povahu stvoření. V Keplerově představě sluneční soustavy zaujímala Země a Slunce mimořádná místa. Kepler v Mysteriu sice obhajoval heliocentrické koperníkovské vidění světa, zároveň však na rozdíl od svého současníka Giordana Bruna nijak nezpochybňoval náboženské přesvědčení, že kosmos je konečný a kulatý. Stejně jako celé Keplerovo dílo, spis Mysterium Cosmographicum představuje most mezi náboženstvím a vědou. Keplerova filozoficko-teologická stanoviska byla ovlivněna především zakladatelem novověké filozofie Mikuláše Kusánským. Výrazně je v jeho myšlení ovšem patrný rovněž platonismus. Ve své filozofii se Kepler řídil principem, že každá filozofická spekulace musí vycházet ze smyslové zkušenosti.
| „                                             | Geometrie je jedinečná a věčná a září v mysli Boha. To, že spoluúčast na ní byla udělena lidem, je jednou z příčin, proč je člověk obrazem božím. | “ |
| — Johannes Kepler, Rozprava s hvězdným poslem | |   |

## Ohlas

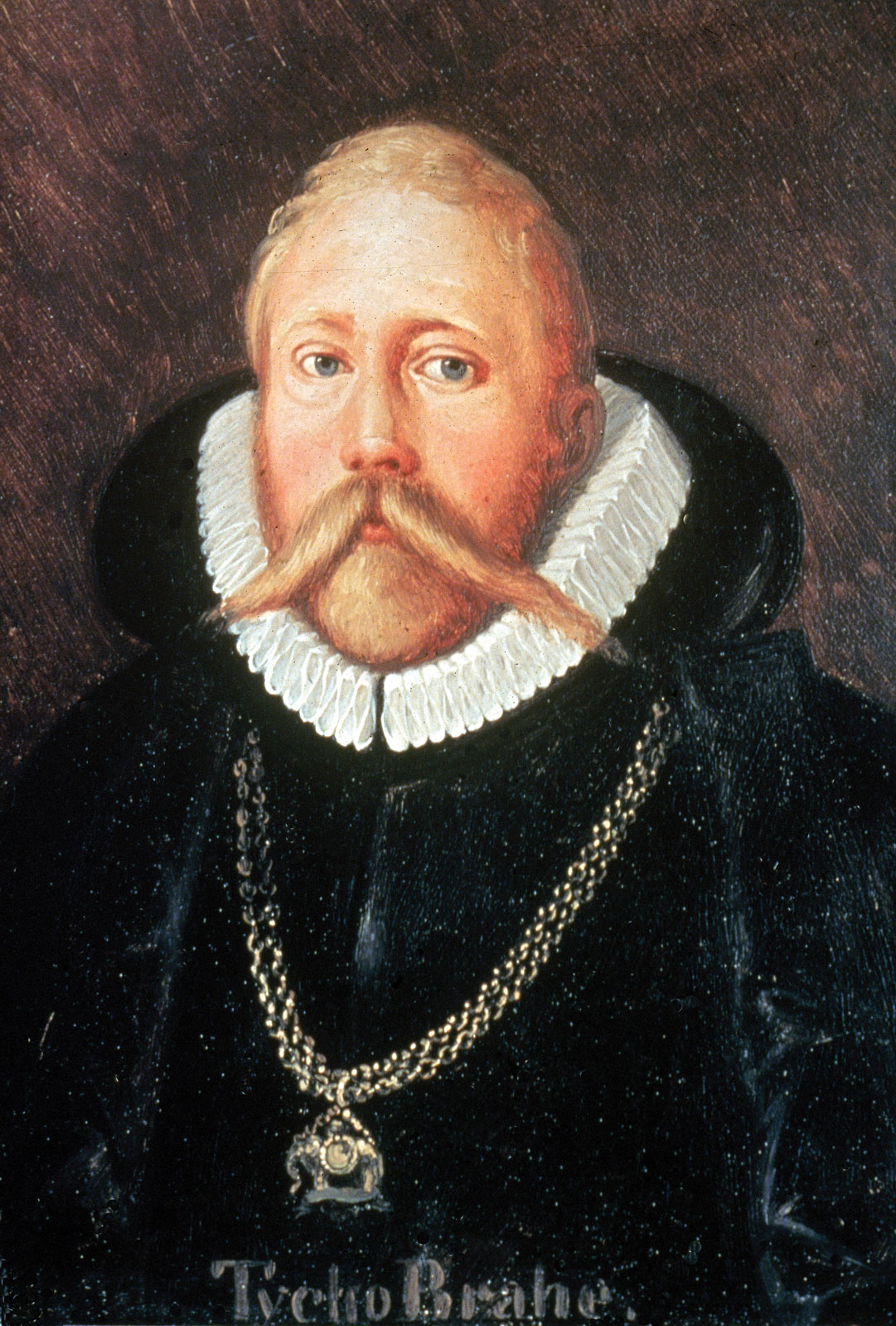
Tycho Brahe

V dubnu 1597, brzy po vydání Mysteria, Kepler zaslal dopis Mästlinovi, v němž popisoval svou úlevu, že obránci Písma vůči jeho knize nevznesli žádné námitky. Mästlin mu však odpověděl, že některé teology včetně rektora univerzity v Tübingenu Matthiase Hafenreffera pohoršují tvrzení uvedená v Mystériu, zejména obhajoba heliocentrického vidění světa. Württemberský vévoda Eberhard I. naopak podpořil Keplerovy teze. Kepler výtisky Mysteria rozeslal nejvýznamnějším astronomům své doby – italskému Galileo Galileimu, německým Mikulášovi Ursovi, Johannovi Praetoriovi i Gergovi Limnäovi a dánskému Tychonovi Brahe. Galilei odepsal, že si zatím přečetl jen předmluvu, avšak s potěšením si brzy přečte celou knihu. Uvedl, že již několik let je přívržencem kopernikanismu, ale bojí se to přiznat. Kepler ho v následujícím dopise přesvědčoval, že se má ke Koperníkovi přihlásit otevřeně a prosil ho, aby napsal, co si o Mysteriu myslí. Galilei ale už neodpověděl. O pár let později se Kepler od přítele z Itálie však dozvěděl, že některé myšlenky uvedené v Mysteriu Galilei zahrnul do svých přednášek, jako by byly jeho vlastní. Zatímco Georg Limnäus byl nadšen, že Kepler vydáním Mysteria „oživuje platónské umění filozofovat“, Pratetorius nejprve zareagoval pozitivně, nakonec ale změnil názor a Keplerovu prvotinu značně zkritizoval. Keplerovi vyčítal, že se vzdálenosti planet snaží teoreticky vypočítat, a ne vypozorovat.
Ursovi poslal Kepler výtisk kvůli jeho funkci císařského matematika na dvoře Rudolfa II. K zásilce přiložil i lichotivý dopis, který Ursus brzy poté zakomponoval do svého protitychonovského spisu O astronomických hypotézách. Kepler se tak vůči Tychonovi Brahe nechtěně ocitl ve velmi nepříznivé situaci, protože Ursus byl na poli astronomie Tychonův velký sok. Dánský astronom Keplerovu nerozvážnost ovšem velkoryse přehlédnul a na zásilku v roce 1598 zareagoval těmito vlídnými slovy:
| „                                                                         | Kniha se mi kromobyčejně líbí […] Vyzařuje z ní Váš jemný rozmysl a hluboké studium, mám-li už pomlčet o čistém a vybroušeném stylu. Je to jistě duchaplná a pozoruhodná myšlenka vysvětlovat, tak jako Vy, vzdálenosti a oběhy planet symetrickými vlastnostmi dokonalých těles. Skutečně se zdá, že mnohé z toho dostatečně souhlasí, přičemž nezáleží na tom, že koperníkovské údaje se všude o velmi malé hodnoty liší, vždyť ony se také dosti citelně liší i od toho, co vychází z pozorování. Vyslovuji Vám proto své uznání za horlivost, kterou jste při svých výzkumech prokázal. | “ |
| — Tycho Brahe v dopisu Keplerovi pojednávajícím o Mysteriu Cosmographicum | |   |

Tycho Brahe současně napsal i Keplerovu učiteli Mästlinovi. V tomto dopise už na adresu Mystéria neváhal použít ostřejší slova a tvrdší kritiku:
| „                                                                                     | Má-li být uskutečněna náprava astronomie spíše a priori pomocí poměrů oněch pravidelných těles než a posteriori na základě dat zjištěných pozorováním, pak budeme darmo čekat pohříchu dlouho, ne-li věčně, než se to snad někomu podaří. | “ |
| — Tycho Brahe v dopisu Michaelovi Mästlinovi pojednávajícím o Mysteriu Cosmographicum | |   |

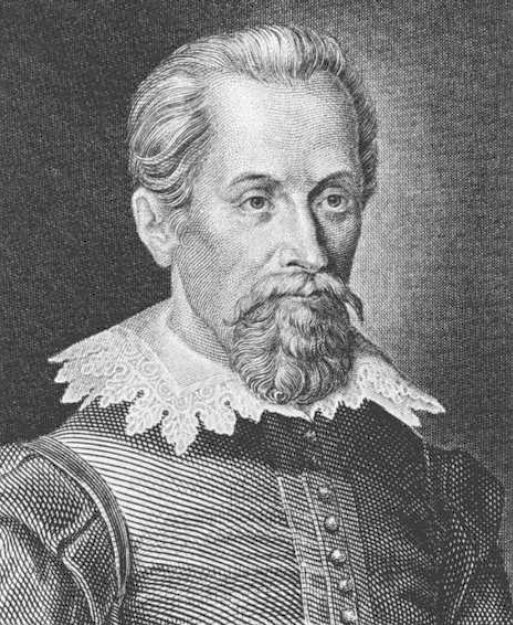
Johannes Kepler na kresbě neznámého autora kolem roku 1615

Brahe tím dal jasně najevo, že o mnoho let mladšího Keplera prozatím není ochoten uznat za rovnocenného partnera. Keplerova génia nicméně plánoval za každou cenu získat. Jeho matematické schopnosti chtěl totiž využít pro svá vlastní astronomická bádání. Kepler si tak fakticky obstaral slibnou budoucnost pomocníka u velmi zkušeného a významného astronoma. Pozdější setkání obou velikánů (1600) předznamenalo sepsání takzvaných Keplerových zákonů.
Roku 1621 Kepler publikoval druhé vydání Mysteria, avšak s rozličnými doplňky, opravami a zlepšeními, na než upozorňoval v poznámkách pod čarou.

## Význam a odraz vkultuře
Vydání Mysteria se stalo prvním významným krokem k modernizaci Koperníkovy heliocentrické teorie. Navzdory nepravdivosti mnohostěnného archetypu, moderní astronomie vděčí Mysteriu za první krok k očištění koperníkovské představy uspořádání vesmíru od zbytků geocentrické ptolemaiovské nauky, kterou Koperník ke svým výpočtům ještě stále využíval (zejména Ptolemaiův systém epicyklů a deferentů). Mysterium Cosmographicum se stalo základem celého Keplerova díla i předpokladem pro zformulování takzvaných Keplerových zákonů. Značně podepřelo i nauku Mikuláše Koperníka.
Vydání Mysteria bylo přelomovým okamžikem v Keplerově životě, protože se jím ve vzdělaneckých kruzích stal obecně známou osobností. Svůj model sluneční soustavy Kepler nikdy úplně neopustil. Významné je Mysterium také tím, že v něm Kepler jako jeden z prvních chápal astronomii jako fyzikální vědu. Po 25 letech od vydání Mysteria se Kepler ke své prvotině vyjádřil takto:
| „                 | Směr celého mého života, mých výzkumů i prací vycházel z tohoto jediného spisu [Mysteria Cosmographicum]. Téměř všechna astronomická díla, které jsem od té doby publikoval, souvisely s některou z hlavních kapitol této malé knížky […] Úspěch, který má kniha v následujících letech sklidila, svědčí o tom, že nikdo nikdy nevydal svůj první spis, které by si zasloužil více obdivu než Mysterium… | “ |
| — Johannes Kepler | |   |

Keplerův model sluneční soustavy byl zobrazen na rakouské stříbrné pamětní minci v hodnotě 10 euro ražené roku 2002. Český sochař Vladimír Škoda, pro kterého je Mysterium velkou inspirací, pojmenoval po spisu jednu ze svých výstav jako Mysterium Cosmographicum Johannes Kepler.